# Haplochromis katavi
Haplochromis katavi är en fiskart som beskrevs av Seegers, 1996. Haplochromis katavi ingår i släktet Haplochromis och familjen Cichlidae. IUCN kategoriserar arten globalt som sårbar. Inga underarter finns listade i Catalogue of Life.